# 普拉姆河畔多夫
普拉姆河畔多夫是奥地利上奥地利州谢尔丁县的一个市镇。总面积13平方公里，总人口1010人，人口密度77.7人/平方公里（2005年）。